# Hendrik Hölzemann
Hendrik Hölzemann, né en 1976, est un réalisateur et scénariste allemand.

## Biographie
Hendrik Hölzemann étudie l'écriture de scénarios à l'Académie du film du Bade-Wurtemberg à partir de 1997 et travaille pendant cette période en tant que réalisateur et scénariste de plusieurs courts métrages.
Avec Dominique Schuchmann et Grischa Schmitz, il fonde la société de production Panic Pictures.

## Filmographie

### Scénariste

#### Au cinéma
- 2001 : Nichts bereuen (de)
- 2004 : La Ligne de cœur (Kammerflimmern)
- 2009 : Ganz nah bei Dir (de)
- 2016 : Gleißendes Glück (de)
- 2018 : Axel, der Held (de)

#### À la télévision
- 2005 : Schiller (de) (téléfilm)
- 2018 : Tatort (de) (épisode Mord ex Machina) de la série policière Tatort
- 2020 : Tatort (de) (épisode Das fleißige Lieschen) de la série policière Tatort
- 2020 : Polizeiruf 110! (de) (épisode  Heilig sollt ihr sein) de la série policière Polizeiruf 110
- 2021 : Tatort (de) (épisode Der Herr des Waldes) de la série policière Tatort

### Réalisateur
- 2004 : La Ligne de cœur (Kammerflimmern)
- 2018 : Axel, der Held (de)

### Acteur
- 2001 : Nichts bereuen (de)
- 2003 : Verschwende deine Jugend (de)
- 2004 : La Ligne de cœur (Kammerflimmern)